# Reinhard von Eppingen (1749-1821)
 Der er flere personer med dette navn, se Reinhard von Eppingen (1702-1768).
Reinhard Henrik von Eppingen (født 12. oktober 1749 i Kindertofte, død 20. august 1821 på Hotel d'Angleterre) var en dansk officer.

## Karriere
Han var en søn af generalmajor Reinhard von Eppingen. Han fik 1762 udnævnelse som fændrik i faderens regiment, men studerede samtidig i København og uddannede sig nærmest for hoftjenesten. Han blev 1764 page hos prinsesse Charlotte Amalie og var fra 1774 til 1782 kammerjunker hos samme prinsesse. Eppingen blev 1776 kammerherre – dog først 1781 med tilladelse til at bære nøglen – og 1783 jægermester.

## Skandalen med Abildgaards hustru
Ved kgl. resolution af 1785 blev han imidlertid kendt uværdig til at bære rang og titler og hans pension ham frataget, idet det efter indgiven klage fra professor Nicolai Abildgaard gennem en nedsat kommission var blevet oplyst, at Eppingen havde stået i utilladeligt forhold til Abildgaards unge hustru, Anna født Oxholm, og havde lokket hende til det foregående efterår at flygte bort fra sin mand. Eppingen unddrog sig derpå selv ved flugt de videre følger af rettens tiltale og tog under navn af Richardson ophold i Skåne, hvor han købte godset Oretorp og giftede sig med fru Abildgaard, som i 1787 opnåede skilsmisse. Senere solgte han ejendommen og flyttede til Helsingborg.
Under sin landflygtighed havde Eppingen ikke været uden berøring med ledende kredse i København, og i vinteren 1808-09, da Frederik VI forberedte sit påtænkte erobringstog til Sverige, blev han ved sit kendskab til forholdene i Sydsverige og sine forbindelser med de skånske godsejere en mand af betydning for den danske regering og taget i tjeneste af denne. Der blev slået en streg over hans brøde, han blev på ny optaget i Statskalenderen som kammerherre og udnævntes tillige til hofjægermester. Der blev derhos, da tiden for landgangen i Skåne nærmede sig, givet ham en vigtig ansættelse som deputeret i Hærens Feltkommissariat. Efter fredslutningen tog Eppingen fast bopæl i København, medens hustruen (død 31. januar 1822), til hvem forholdet næppe længere var godt, i hvert fald i nogen tid efter deres atterkomst til Danmark adskilt fra ham levede i Helsingør.
Eppingen ejede landstedet Sømandshvile ved Rungsted.
Han døde 20. august 1821 som sidste mand af slægten her i landet, men familienavnet overførtes
til den Sponneckske slægt ved søsteren Hylleborgs (1760-1822) giftermål 1783 med Georg Vilhelm greve Sponneck (død som oberstløjtnant 1801).
Han er begravet på Garnisons Kirkegård. Eppingen er gengivet i en pastel af Jens Juel.